# Хеджес, Мэтт
Мэ́ттью Джеймс «Мэтт» Хе́джес (англ. Matthew James "Matt" Hedges; 1 апреля 1990, Рочестер, Нью-Йорк, США) — американский футболист, центральный защитник клуба MLS «Остин». Выступал за сборную США.

## Карьера

### Университетский футбол
Хеджес выступал в Национальной ассоциации студенческого спорта за команды Университета Батлера (в 2008—2010 годах) и Университета Северной Каролины в Чапел-Хилле (в 2011 году), с которой победил в Кубке колледжей.
В 2010 и 2011 годах он также выступал за клуб «Рединг Юнайтед» из Premier Development League — четвёртого дивизиона США.

### Клубная карьера
12 января 2012 года на Супердрафте MLS Хеджес был выбран в первом раунде под общим 11-м номером клубом «Даллас». Его дебют за клуб состоялся 5 апреля 2012 года в матче против «Нью-Инглэнд Революшн». Первый гол за «Даллас» он забил 23 мая 2012 года в ворота «Чикаго Файр». 12 марта 2014 года Хеджес продлил контракт с «Далласом» на несколько лет. По ходу сезона 2014 Хеджес был выбран капитаном команды. По итогу сезона MLS 2015 он был включён в символическую команду года и попал в финальную четвёрку номинантов на премию защитника года. В сезоне 2016 Хеджес помог «Далласу» победить в Кубке США, где отличился голами в полуфинале и финале, и в регулярном чемпионате. По результатам сезона он вновь попал в символическую сборную лиги и во второй раз оказался в финальном списке претендентов на звание защитника года в MLS, заняв в итоге первое место. 6 декабря 2016 года Хеджес подписал с «Далласом» новый четырёхлетний контракт до конца сезона 2020. Был отобран на Матч всех звёзд MLS 2017, в котором команда звёзд MLS встретилась с испанским грандом «Реал Мадрид». Принял участие в Матче всех звёзд MLS 2018 против чемпиона Италии «Ювентуса». Принял участие в Матче всех звёзд MLS 2019 против чемпиона Испании «Атлетико Мадрид». 26 ноября 2019 года Хеджес согласовал с «Далласом» новый трёхлетний контракт до конца сезона 2022 с опциями продления на сезоны 2023 и 2024. 21 августа 2020 года в техасском дерби против «Хьюстон Динамо» Хеджес сыграл свой 248-й матч в MLS и стал рекордсменом «Далласа» по количеству матчей, обогнав Джейсона Крайса. По окончании сезона 2022 «Даллас» не стал продлевать контракт с Хеджесом согласно опции, но провёл переговоры с защитником о новом контракте.
19 декабря 2022 года Хеджес на правах свободного агента присоединился к «Торонто», подписав двухлетний контракт до конца сезона 2024 с опциями продления на сезоны 2025 и 2026. За канадский клуб дебютировал 25 февраля 2023 года в матче стартового тура сезона против «Ди Си Юнайтед».
26 июля 2023 года Хеджес был продан «Остину» за сумму до $475 тыс. в общих распределительных средствах, из которых $375 тыс. — гарантированные в сезоне 2024, а $100 тыс. — условные в сезоне 2025 в зависимости от статуса игрока в составе на 1 января 2024 года. Игрок подписал с клубом контракт до конца сезона 2024 с опциями продления на сезоны 2025 и 2026. За «Остин» дебютировал 29 июля 2023 года в матче Кубка лиг 2023 против мексиканского «Хуареса», выйдя на замену во втором тайме вместо Киппа Келлера.

### Международная карьера
В январе 2015 года Хеджес был вызван в тренировочный лагерь сборной США в преддверии к товарищеским матчам со сборными Чили и Панамы. Матч со сборной Чили 28 января он наблюдал со скамейки запасных, а в матче со сборной Панамы 8 февраля он впервые вышел на поле в форме сборной США, заменив на 72-й минуте Деандре Йедлина. Хеджес участвовал в Золотом кубке КОНКАКАФ 2017.

## Статистика выступлений

### Клубная
| Выступление      | Выступление      | Выступление      | Лига | Лига | Плей-офф | Плей-офф | Кубок | Кубок | Континент | Континент | Итого | Итого |
| Клуб             | Лига             | Сезон            | Игры | Голы | Игры     | Голы     | Игры  | Голы  | Игры      | Голы      | Игры  | Голы  |
| ---------------- | ---------------- | ---------------- | ---- | ---- | -------- | -------- | ----- | ----- | --------- | --------- | ----- | ----- |
| Даллас           | MLS              | 2012             | 28   | 3    | —        | —        | 1     | 0     | —         | —         | 29    | 3     |
| Даллас           | MLS              | 2013             | 33   | 3    | —        | —        | 2     | 1     | —         | —         | 35    | 4     |
| Даллас           | MLS              | 2014             | 32   | 3    | 3        | 0        | 2     | 0     | —         | —         | 37    | 3     |
| Даллас           | MLS              | 2015             | 31   | 1    | 4        | 0        | 1     | 0     | —         | —         | 36    | 1     |
| Даллас           | MLS              | 2016             | 26   | 1    | 2        | 0        | 4     | 2     | 3         | 1         | 35    | 4     |
| Даллас           | MLS              | 2017             | 27   | 2    | —        | —        | 1     | 0     | 4         | 0         | 32    | 2     |
| Даллас           | MLS              | 2018             | 33   | 2    | 1        | 1        | 2     | 0     | 2         | 0         | 38    | 3     |
| Даллас           | MLS              | 2019             | 33   | 1    | 1        | 1        | 2     | 1     | —         | —         | 36    | 3     |
| Даллас           | MLS              | 2020             | 19   | 0    | 2        | 0        | —     | —     | —         | —         | 21    | 0     |
| Даллас           | MLS              | 2021             | 20   | 1    | —        | —        | —     | —     | —         | —         | 20    | 1     |
| Даллас           | MLS              | 2022             | 28   | 1    | 2        | 0        | 0     | 0     | —         | —         | 30    | 1     |
| Даллас           | Итого            | Итого            | 310  | 18   | 15       | 2        | 15    | 4     | 9         | 1         | 349   | 25    |
| Торонто          | MLS              | 2023             | 14   | 0    | —        | —        | 0     | 0     | —         | —         | 14    | 0     |
| Торонто          | Итого            | Итого            | 14   | 0    | —        | —        | 0     | 0     | —         | —         | 14    | 0     |
| Остин            | MLS              | 2023             | 0    | 0    | —        | —        | —     | —     | 1         | 0         | 1     | 0     |
| Остин            | Итого            | Итого            | 0    | 0    | —        | —        | —     | —     | 1         | 0         | 1     | 0     |
| Всего за карьеру | Всего за карьеру | Всего за карьеру | 324  | 18   | 15       | 2        | 15    | 4     | 10        | 1         | 364   | 25    |

Источники: Transfermarkt, Soccerway, Footballdatabase.eu.

### Международная
| Команда | Год   | Игры | Голы |
| ------- | ----- | ---- | ---- |
| США     |       |      |      |
| 2015    | 1     | 0    |      |
| 2017    | 4     | 0    |      |
| Всего   | Всего | 5    | 0    |

Источник: National Football Teams.

## Достижения
Командные
 «Даллас»
- Обладатель Открытого кубка США: 2016
- Победитель регулярного сезона MLS: 2016

 сборная США
- Обладатель Золотого кубка КОНКАКАФ: 2017

Индивидуальные
- Символическая сборная MLS: 2015, 2016
- Защитник года в MLS: 2016
- Участник Матча всех звёзд MLS: 2017, 2018, 2019